# Downieville (Califórnia)
Downieville é uma região censitária localizada no estado americano da Califórnia, no condado de Sierra, do qual é sede.

## Geografia
De acordo com o United States Census Bureau, a cidade tem uma área de 8,3 km², onde 8,2 km² estão cobertos por terra e 0,1 km² por água.

## Demografia
Segundo o censo nacional de 2010, a sua população é de 282 habitantes e sua densidade populacional é de 34,24 hab/km². Possui 225 residências, que resulta em uma densidade de 27,32 residências/km².